# Ennerdale Water
Ennerdale Water est un lac situé dans le comté de Cumbria au nord-ouest de l'Angleterre. C'est le lac situé le plus à l'ouest du parc national du Lake District. C'est un lac glaciaire d'une superficie de 3 km2 et d'une profondeur maximale de 45 mètres.
Le lac est la propriété de la firme United Utilities, qui s'en sert pour alimenter en eau potable la région de Whitehaven. La compagnie prévoit à long terme d'arrêter de se servir du lac dans ce but afin de préserver l'habitat naturel.